# EF-140
EF-140 é uma ferrovia brasileira projetada para ligar as cidades de Araquari e Imbituba no litoral do estado de Santa Catarina, com previsão de 236 quilômetros de extensão.